# 恋のパラドラ
『オリジナル∞ドラマ∞シアター 恋のパラドラ』（オリジナルドラマシアター こいのパラドラ）は、日本音楽事業者協会(jame)が経済産業省のインターネットにおける配信事業の実証実験としてクリエーターズとともに製作したネット配信専用のドラマ。
インターネットにおいてパソコン向け（gooブロードバンドナビ）および、ケータイ向け（docomo「Music&Videoチャネル」）にて2007年12月11日から2008年3月31日まで配信を行った。
その後、2009年1月13日から2009年3月31日までYouTubeパートナーチャンネル「jame channel」において、5か国語対応の字幕を付け、世界の主要国のYahoo!に各国対応のバナー広告を掲載、世界配信によるビジネスモデルについて実験を行っている。

## ドラマのコンセプト
全8話からなるストーリーは1話完結のラブストーリーでありながら、前後する話数で主役となる登場人物が登場し、何らかの因果関係を持たせている。

## 出演者
2009早春篇
第1話「月の輝く夜に」
第2話「ラストプレゼント」
第3話「ガテンの恋 」
- 中園友乃（北町桜）、ジョセフ・チェン（ケビン・チェン）、岡まゆみ（北町みどり）、岡慶悟（中年客）

第4話「あしたもいっしょ 」
第5話「美しい人」
- 三好真（北岡聡）、  加藤ちえり （瀧川友里恵）

第6話「彼女のヒミツ」
第7話「遠い空の向こう」
第8話「バレンタインデーの贈り物」